# 명주군왕
명주군왕(溟州郡王) 또는 명원군왕(溟源郡王)은 신라의 군왕작으로, 봉지인 명주(溟州)는 강원도 명주군(현재의 강릉시 일대)에 해당된다. 선덕왕 양상 사후, 왕위 계승권을 놓고 무열왕계의 김주원과 내물왕계의 김경신이 천거되었으나 김경신이 국왕으로 추대되어 원성왕이 되자, 왕위계승전에서 패한 김주원을 달래고자 786년(원성왕 2) 김주원을 명주군왕으로 봉하고, 명주 지역을 식읍(食邑)으로 하사하였다. 통일 신라 말기에 반독립국 상태였으며, 후삼국 시대의 김순식은 왕으로 칭하지는 않았다. 작위가 언제 폐지되었는지는 확실하지 않다.

## 역대 명주군왕
- 김주원(金周元, 786년~ ?)
- 김종기(金宗基)
- 김정여(金貞茹, ? ~843년 8월) 명원군공(溟源郡公)
- 김양(金陽) 명원군왕(溟源郡王) 추봉

### 명주도독
- 김선희 (허월) ?
- 김순식

## 같이 보기
- 실직군왕
- 김주원
- 김헌창의 난